# 俄羅斯的亞歷山德拉·巴甫羅芙娜女大公
亞歷山德拉·巴甫洛夫娜（俄語：Александра Павловна，1783年8月9日—1801年3月16日）是俄罗斯帝国女大公和奥地利大公夫人。她的丈夫是奥地利大公和匈牙利总督約瑟夫。亞歷山德拉和約瑟夫的婚姻是罗曼诺夫王朝和哈布斯堡王朝历史上唯一的聯姻。
亞歷山德拉·巴甫洛夫娜的父亲是俄罗斯沙皇保罗一世，祖母是有名的叶卡捷琳娜二世。她原本会和瑞典国王古斯塔夫四世·阿道夫结婚，但古斯塔夫卻在1796年9月因巴甫洛夫娜的宗教信仰而突然拒绝举行订婚仪式。三年后，她在加特契納宮和奥地利的約瑟夫大公結婚，并能继续信奉东正教。
拒绝改宗天主教的亞歷山德拉在维也纳宫廷并不受欢迎。约瑟夫的嫂子瑪麗亞·特蕾莎皇后據說妒忌亞歷山德拉的美貌和珠宝，因而多处为难她。后来她隨丈夫搬到匈牙利的奥尔丘特多博兹城堡。1801年3月8日，她诞下只存活了几个小时的独生女亞歷桑德琳女大公。八天后，她患上了产褥热并在當天去世。